# Романченко Іван Савич

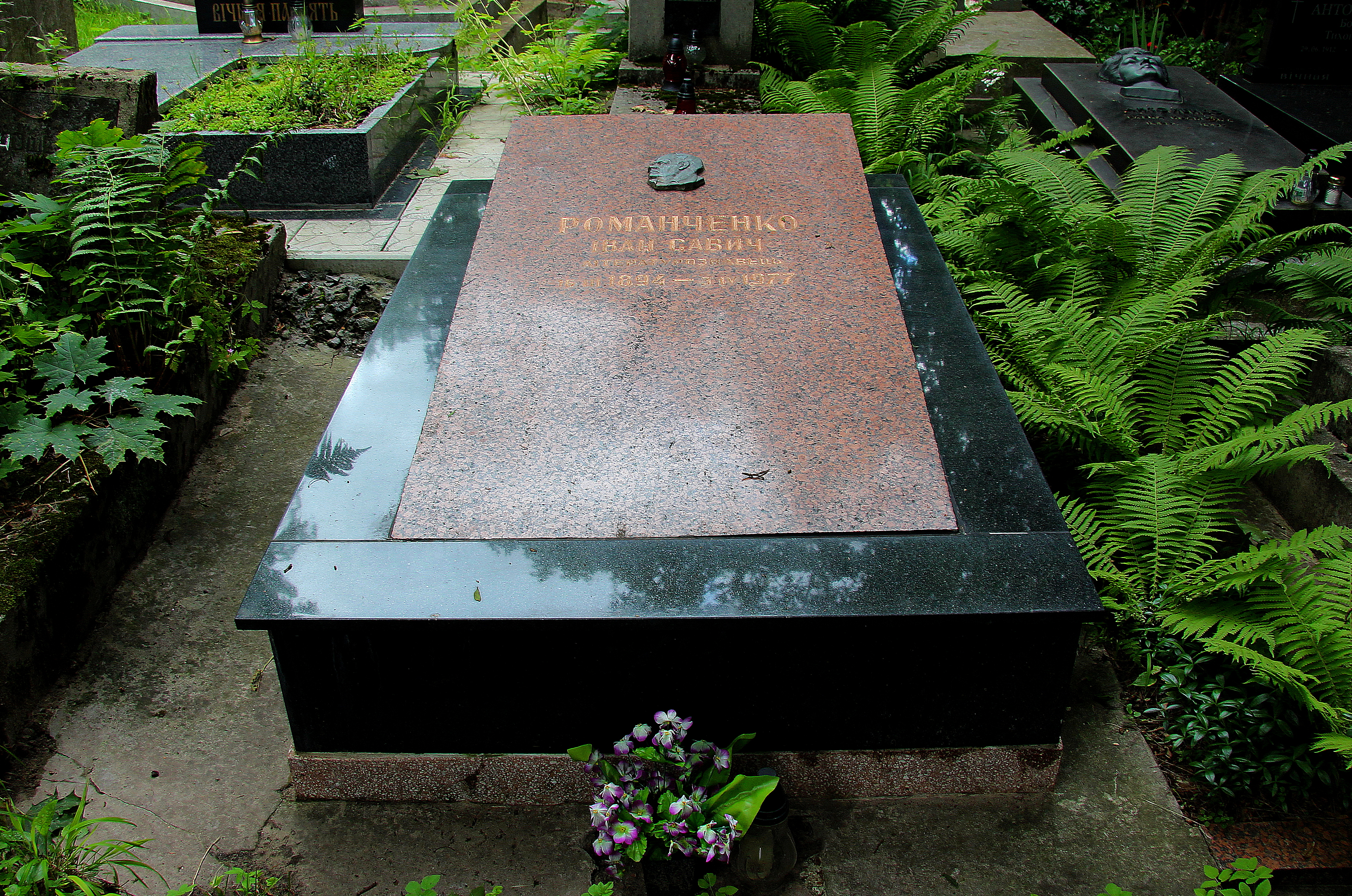

Іва́н Са́вич Рома́нченко (*16 березня 1894, Єлисаветград, Херсонська губернія — †3 квітня 1977, Львів, Україна) — український філолог, науковець, педагог, літературний критик, дослідник творчості Михайла Драгоманова, кандидат філологічних наук, старший науковий співробітник Львівського відділу Інституту української літератури ім. Т. Г. Шевченка (1941, 1944–1945 рр.), член Української Центральної Ради (1917).

## Життєпис
Народився в Єлисаветграді в бідній українській родині. Через матеріальну скруту з 10 років маленький Іван мусів наймитувати. Однак залізничник-батько, доклавши чималих зусиль, таки допоміг синові здобути освіту.
У 1913 р. закінчив Єлисаветградське шестикласне міське училище, а в 1915 дворічні педагогічні курси при ньому.
Закінчивши педкурси, отримав звання народного вчителя. Однак учителювати так і не довелося, бо був забраний у полк царської армії, що дислокувався у Кишиневі. За пропаганду «малоросійського сепаратизму» у лавах армії був засуджений до восьми років тюремного ув'язнення. Але обставини склалися так, що Івана Савича випустили з тюрми і скерували в Одесу для поповнення фронтової частини. В Одесі його застала революція, де він як голова полкового комітету обирається у виконавчий комітет першої Одеської обласної Ради народних депутатів. 1917 року обирався членом Української Центральної Ради від Одеси. Під час І світової війни кілька разів був пораненим і лікувався у військових шпиталях.
Як очевидець буремних подій часів Української Народної Республіки, у середині 20-х рр. почав пропагувати ідею автономності України. За це був переслідуваний органами ДПУ. Завдяки втручанню Олександра Богомольця арешту вдалося уникнути.
Закінчивши у 1928 році мовно-літературний факультет Одеського інституту народної освіти, Іван Романченко вирішує працювати на освітній ниві. Викладав в Одеському інституті і в школі. У 1930 році вступає на навчання до аспірантури, яку успішно завершує в 1935 році, захистивши дисертацію на тему «Пантелеймон Куліш — бібліограф і критик Миколи Гоголя». Із здобуттям ступеня кандидата філологічних наук Іван Романченко працює доцентом Одеського інституту народної освіти. Приятелює з національно свідомою інтеліґенцією: професором філології Володимиром Лазурським, випускником мовно-літературного факультету Степаном Кожум'якою, родиною академіка О. Богомольця.
Публікується в газеті «Чорноморська комуна», в додатках до неї «Шквал», «Молода гвардія», в «Літературній газеті», в «Зорі» та ін. Вступає в Спілку письменників. Розпочав співробітничати з журналом «Металеві дні».
У 1935–1939 роках Іван Романченко працює у Всесоюзній бібліотеці в Москві, в Інституті світової літератури; керує літературним об'єднанням при Всесоюзній бібліотеці та робітничим літературним гуртком заводу. Тоді ж видав свою творчу збірку «Перший рейс». У 1939–1941 рр. бере активну участь у складанні першої наукової бібліографії Тараса Шевченка, бібліографії до «Слова о полку Ігоревім», публікує низку цікавих і актуальних праць про Т. Шевченка і М. Горького, зокрема про нові автографи Великого Кобзаря та листування Горького з М. Коцюбинським.
У 1941–1944 роках брав участь у Другій світовій війні на боці СРСР. Був розвідником групи генерала П. П. Тимофєєва.
По війні І. С. Романченко переїздить із родиною до Львова. Намагається влаштуватися на роботу до львівського університету, однак потрапляє у поле зору НКВС. Тривалі допити, котрі стосувалися перебування на окупованій німцями території; зв'язків із родинами Лазурських, Богомольців в Одесі, товаришування зі Степаном Кожум'якою та ін., наводять Романченка на думку емігрувати на Захід. Однак виїхати за кордон відмовили. Близько року І. Романченко перебуває з дружиною на квартирі українського вченого-літературознавця С. В. Щурата. Живе з випадкових заробітків.

Іван Романченко (ліворуч другий у другому ряду) і Степан Кожум'яка (ліворуч третій у першому ряду) — випускники мовно-літературного факультету Одеського ІНО. 1928 рік.

У 1946 році Івану Романченку вдалося влаштуватися на роботу у Львівський держуніверситет. Викладаючи на кафедрі української літератури, встановлює співпрацю з відділом літератури Інституту суспільних наук УРСР, займається дослідницькою роботою в царині літературознавства. Результати наукових досліджень публікує з в республіканській і обласній періодиці. Лише в газеті «Вільна Україна» він опублікував понад 70 статей із літературознавства. Особливо близькою для Івана Романченка стає тема класиків української літератури. Його виступи про Тараса Шевченка, Івана Франка, Лесю Українку, Нечуя-Левицького, Панаса Мирного привертають увагу молоді, студентів, усієї громадськості.
У 1948 році, із черговою хвилею ідеологічного наступу, виходом розгромної статті в газеті «Вільна Україна» Дмитрука і Пархоменка «Справжнє обличчя „літературознавця“ І. С. Романченка», Іван Савич був звільнений з викладацької роботи. Як зазначалося в звіті МДБ, І. С. Романченко, який «перебував в минулому на окупованій території, проводить антирадянську діяльність і допускає у лекціях прояви буржуазного націоналізму» .
У 1948–1950 рр. працював доцентом кафедри мови і літератури Українського поліграфічного інституту ім. Івана Федорова .
Після цього деякий час працював на посаді доцента кафедри української літератури Кременецького державного педінституту на Тернопільщині. Згодом — в Інституті суспільних наук АН УРСР у Львові. Його лекції проходили ідеологічну перевірку в Міністерстві освіти УРСР.
Незважаючи на політичні переслідування, Іван Романченко поглиблено вивчає творчість Михайла Драгоманова. Багаторічне дослідження маловідомого спадку українського митця розкрили читачам не лише літературні, а й не менш важливі історикософічні здобутки Драгоманова. Стрижнем його діяльності виступає ідея суспільного поступу, змістом — збагачення духовної культури, зміцнення соціальної справедливості. Опублікувавши 50 наукових розвідок про М. П. Драгоманова, Іван Романченко здобуває славу великого драгоманознавця України.
Результати його наукових пошуків побачили світ у багатьох академічних виданнях. Зокрема, «Радянське літературознавство», «Український історичний журнал», «Народна творчість та етнографія» та ін. Авторські роботи в царині драгоманознавства, друкуються також у Болгарії, Польщі, прогресивних виданнях США і Канади. Шість книжок, 50 статей-досліджень і безліч газетних виступів свідчать про хист І. С. Романченка поєднувати педагогічну діяльність із науково-дослідницькою роботою.
Чесний і багатий життєвий шлях ученого, педагога слугує яскравим прикладом для молодих поколінь, зразком відданого служіння українському народу.
Помер Іван Романченко 1977 року. Похований на 80 полі Личаківського  цвинтаря у Львові.
Основні праці Івана Романченка
- Романченко И. С. Уникальные заграничные издания сочинений Т. Г. Шевченко // Записки Отдела рукописей Публичной библиотеки в Москве. — 1939. — Ч. 5. Про видання творів Т. Г. Шевченка, які вийшли в світ за участю М. П. Драгоманова.
- Романченко І. С. Михайло Петрович Драгомагов: До 50-річчя з дня смерті // Вільна Україна. — 1945. — 20 черв.
- Романченко І. С. М. Драгоманов і Леся Українка в їх листуванні // Наук. записки Львів. Пед. ін-ту. — 1948. — Т. 2. — С. 172–190.
- Романченко І. Михайло Драгоманов у Болгарії // Жовтень. — 1958. — Ч. 5. — С. 145–151.
- Романченко І., Білецький О., Заславський Д. Михайло Драгоманов // Літ. газета. — 1959. — 21 лип.
- Романченко І., Заславський Д. Михайло Драгоманов: До 120-річчя з дня народження //Літ. в школі. — 1961. — Ч. 5. — С. 84—86.
- Романченко І. С. Атеїзм Т. Г. Шевченка. — К., 1962.
- Романченко І. С. Болгарський щоденник М. П. Драгоманова // Міжслов'янські літературні взаємини. — К., 1963. — Вип. 3. — Див. Ч. 1141.
- Романченко І., Заславський Д. Михайло Драгоманов: Життя і літ.-дослід, діяльність. — К.: Дніпро, 1964. — 199 с.
- Романченко І. С. Болгарський щоденник М. П. Драгоманова // Жовтень. — 1965. — Ч. 6. — С. 125–136.
- Романченко І. Карл Маркс і Михайло Драгоманов: 3 джерел історії // Рад. Буковина. — 1965. — 28 верес.
- Романченко І. С. Місце М. П. Драгоманова в суспільно-політичному житті XIX ст. // Укр. іст. журнал. — 1965. — Ч. 6. — С. 33—42.
- Романченко М., Заславский Д. Михайло Петрович Драгоманов // Исторически преглед. — 1965. — Кн. 5. — С. 71—72.
- Романченко I. С. Видатний український фольклорист // Нар. творчість та етнографія. — 1966. — Ч. 5. — С. 31—35.
- Романченко І. Із днів боротьби // Вітчизна. — 1966. — Ч. 9. — С. 176–184. Про творчу співдружність М. П. Драгоманова з І. Франком.
- Романченко І. Іван Франко про Мих. Драгоманова // Прикарпат. правда. — 1966. — 20 верес.
- Романченко І. Михайло Драгоманов — критик та історик літератури // Жовтень. — 1966. — Ч. 10. — С. 118–124.
- Романченко І. С. Взаємини М. Драгоманова та І. Франка // Тези одинадцятої щорічної міжвузівської наук. конференції, присвяченої 110-річчю з дня народження Івана Франка. — Львів, 1966. — С. 30—31.
- Романченко І. С. Сівач доброго, світлого // Літ. Україна. — 1966. — 16 верес.
- Романченко І. С. 3 неопублікованих листів В. Бонч-Бруєвича //Жовтень. — 1967. — Ч. 6. — С. 114–117.
- Романченко І. С. Т. Г. Шевченко у висвітленні М. П. Драгоманова // Укр. іст. журнал. — 1967. — Ч. 3. — С. 59—66.
- Романченко І. С. Заславський Д. О. Михайло Петрович Драгоманов. Літературно-публіцистичні праці: У 2-х т. / Упоряд. І. С. Романченко; Гол. ред. О. Є. Засенко. — К.: Наукова думка, 1970.
- Романченко І. Драгоманівка // Вільне життя. — 1971. — 3 жовт.
- Романченко І. Драгоманівські організації // Літ. Україна. — 1971. — 28 верес. — С. 4.
- Романченко I. С. Драгоманов Михайло Петрович // Шевченківський словник. — К., 1976. — Т. 1. — С. 197–198.
- Романченко І. С. [Листи до II. Г.Тичини 1957, 1958, 1962, 1963 pp. в справі з проханнями підтримати його в справі виданням монографії та статей про М. П. Драгоманова] // 3 архіву П. Г. Тичини. Збірник документів і матеріалів. — К., 1990. — С. 454–467.
- Іван Савич Романченко: Бібліогр. покажч. творів /Склав Є. Є. Кравченко. — Львів: Львівська держ. наук. б-ка, 1968. — 39 с.
- Іван Савич Романченко Куліш — біограф і критик Гоголя. — Ромен, 1943.